# Rex Beach
Rex Ellingwood Beach (Atwood, 1º settembre 1877 – Sebring, 7 dicembre 1949) è stato un romanziere, pallanuotista e sceneggiatore statunitense.

## Biografia
In gioventù Rex Beach alternò gli studi universitari a Chicago con l'attività di cercatore d'oro nel Klondike e in Alaska. Si distinse anche come sportivo nelle file della Chicago Athletic Association; partecipò ai Giochi della III Olimpiade a St. Louis nel 1904 con la squadra di pallanuoto, vincendo la medaglia d'argento.
Dopo qualche anno, Beach rinunciò alla ricerca dell'oro e si dedicò alla scrittura. Nel 1906 pubblicò il romanzo The Spoilers, ambientato in Alaska durante la corsa all'oro del 1898. La popolarità del romanzo fu tale che ne venne prima fatto un adattamento teatrale, e successivamente ne vennero realizzate ben cinque versioni cinematografiche tra il 1914 ed il 1955; il ruolo del protagonista, Roy Glenister, fu interpretato tra gli altri da Gary Cooper, in The Spoilers del 1930, da John Wayne ne I cacciatori dell'oro (1942) e da Jeff Chandler ne I pionieri dell'Alaska (1955).
Altri romanzi di Beach vennero adattati per il cinema; ad esempio, da The Barrier del 1908 vennero tratti tre film, tra cui La grande barriera del 1937. Egli stesso partecipò alla produzione di alcuni film tratti dalle sue opere.
Morì suicida nel 1949 all'età di 72 anni

## Romanzi
- The Spoilers (1906)
- The Barrier (1908)
- The Silver Horde (1909)
- The Ne'er-Do-Well (1911)
- The Net (1912)
- The Iron Trail (1913)
- The Auction Block (1914)
- Heart of the Sunset (1915)
- Rainbow's End (1916)
- The Crimson Gardenia and Other Tales of Adventure (1916)
- The Winds of Chance (1918)
- Flowing Gold (1922)
- The World in His Arms (1946)

## Film tratti da opere di Rex Beach
- Pardners, regia di Edwin S. Porter - romanzo (1910)
- The Mule Driver and the Garrulous Mute - soggetto (1910)
- The Shyness of Shorty - soggetto (1910)
- Out of the Night - soggetto (1910)
- With Bridges Burned - soggetto (1910)
- The Ne'er Do Well - soggetto (1911)
- With Interest to Date - soggetto (1911)
- Il sigillo di Cardi - romanzo The Net (1912)
- The Kid from the Klondike - sceneggiatore (1911)
- The Mine on the Yukon - soggetto (1912)
- The Barrier That Was Burned - sceneggiatore (1912)
- The Vengeance of Durand; or, The Two Portraits, regia di J. Stuart Blackton - soggetto (1913)
- The Spoilers, regia di Colin Campbell - romanzo e lavoro teatrale (1914)
- With Bridges Burned, regia di Ashley Miller - soggetto (1915)
- The Ne'er Do Well, regia di Colin Campbell - romanzo (1916)
- The Barrier, regia di Edgar Lewis - romanzo (1917)
- The Auction Block, regia di Laurence Trimble - romanzo The Auction Block: A Novel of New York Life (1917)
- Pardners - romanzo (1917)
- Heart of the Sunset - romanzo e titoli (1918)
- Laughing Bill Hyde - adattamento e titoli e romanzo (1918)
- Too Fat to Fight - soggetto (1918)
- The Brand, regia di Reginald Barker - soggetto (1919)
- The Crimson Gardenia - sceneggiatura e soggetto (1919)
- The Girl from Outside, regia di Reginald Barker - soggetto (1919)
- The Vengeance of Durand, regia di Tom Terriss - soggetto (1919)
- The Silver Horde, regia di Frank Lloyd - romanzo (1920)
- Going Some, regia di Harry Beaumont - storia e lavoro teatrale (1920)
- The North Wind's Malice, regia di Paul Bern e di Carl Harbaugh - soggetto (1920)
- The Iron Trail, regia di Roy William Neill - romanzo (1921)
- Fair Lady, regia di Kenneth S. Webb - romanzo The Net (1922)
- The Ne’er Do Well, regia di Alfred E. Green - romanzo (1923)
- The Spoilers, regia di Lambert Hillyer - romanzo e lavoro teatrale (1923)
- Fratello maggiore (Big Brother), regia di Allan Dwan - storia (1923)
- Oro fluente (Flowing Gold), regia di Joseph De Grasse - romanzo (1924)
- The Recoil, regia di T. Hayes Hunter - soggetto (1924)
- Notte nuziale (A Sainted Devil), regia di Joseph Henabery - soggetto Rope's End (1924)
- The Goose Woman - storia (1925)
- Winds of Chance, regia di Frank Lloyd - romanzo (1925)
- The Auction Block - romanzo The Auction Block: A Novel of New York Life (1926)
- The Barrier, regia di George W. Hill - romanzo (1926)
- Padlocked - romanzo (1926)
- The Michigan Kid - soggetto (1928)
- The Mating Call - romanzo (1928)
- Sam Lee principe cinese (Son of the Gods) - romanzo (1930)
- The Spoilers, regia di Edwin Carewe - romanzo (1930)
- Un dramma nell'Alaska (The Silver Horde), regia di George Archainbaud - romanzo (1930)
- White Shoulders, regia di Melville W. Brown - sceneggiatore (1931)
- Il mio ragazzo (Young Donovan's Kid) - soggetto "Big Brother" (1931)
- The Past of Mary Holmes - soggetto The Goose Woman (1933)
- La grande barriera (The Barrier), regia di Lesley Selander - romanzo (1937)
- Flowing Gold - ispirato a una storia (1940)
- I cacciatori dell'oro (The Spoilers), regia di Ray Enright - romanzo (1942)
- I briganti (The Michigan Kid) - ispirato a un romanzo (1947)
- The Avengers, regia di John H. Auer - romanzo Don Careless (1950)
- Il mondo nelle mie braccia (The World in His Arms) - romanzo (1952)
- I pionieri dell'Alaska (The Spoilers), regia di Jesse Hibbs - romanzo e lavoro teatrale (1955)

### Produttore
- Partners of the Night, regia di Paul Scardon (1920)
- Out of the Storm, regia di William Parke (1920)

## Galleria d’immagini

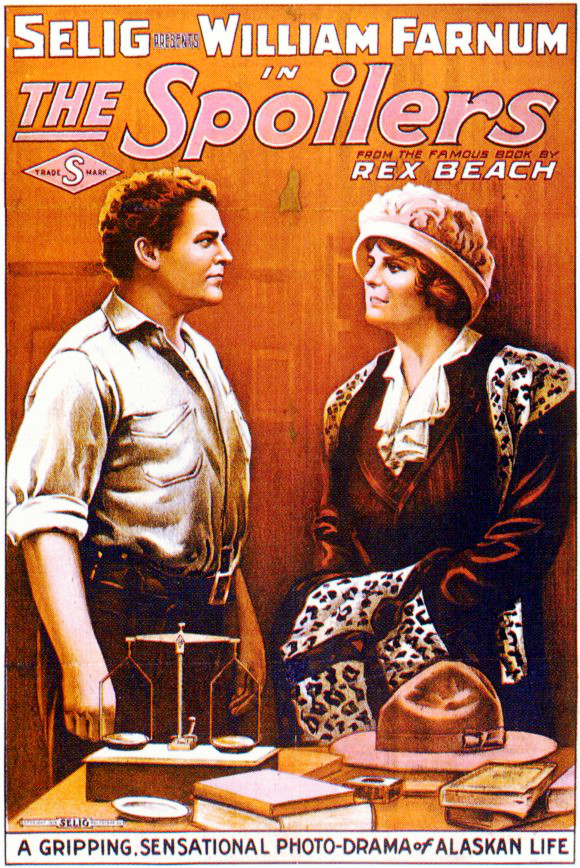
The Spoilers (1914)
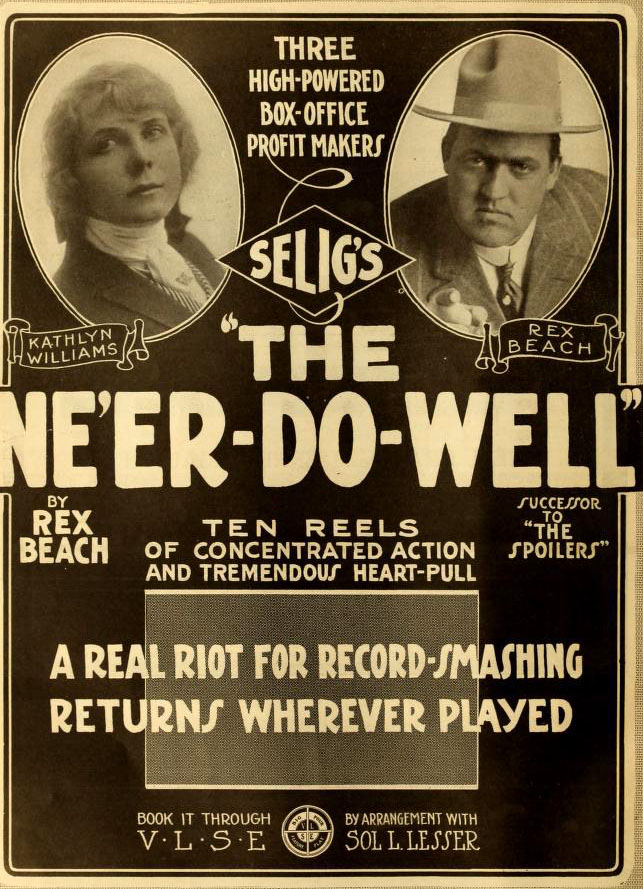
The Ne'er Do Well (1916)
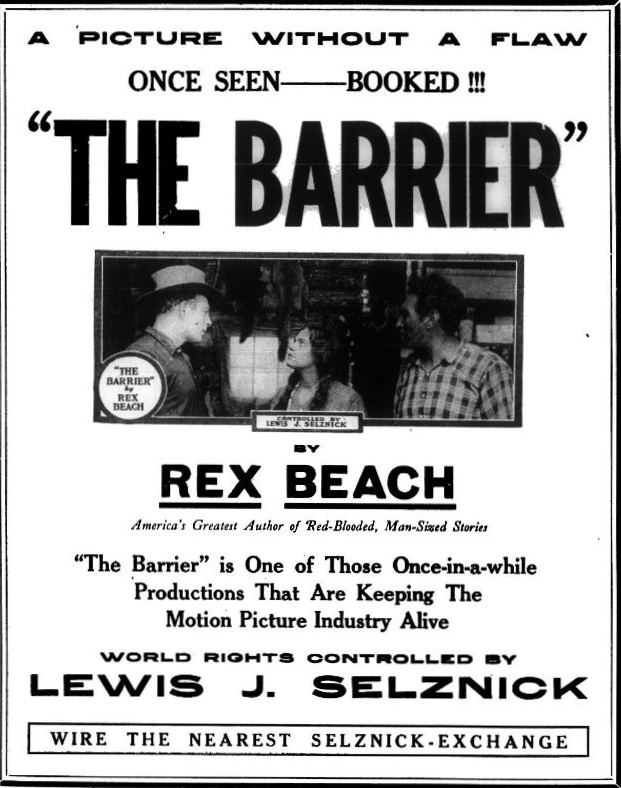
The Barrier (1917)
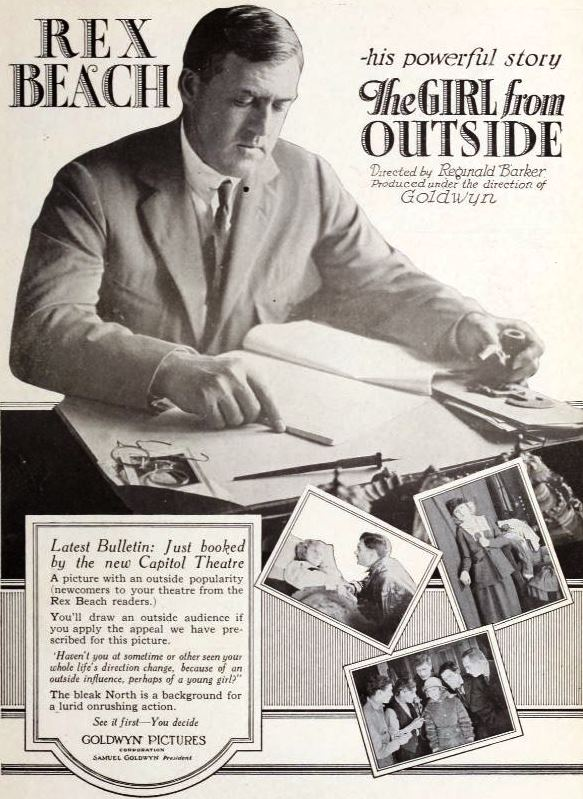
The Girl from Outside (1919)
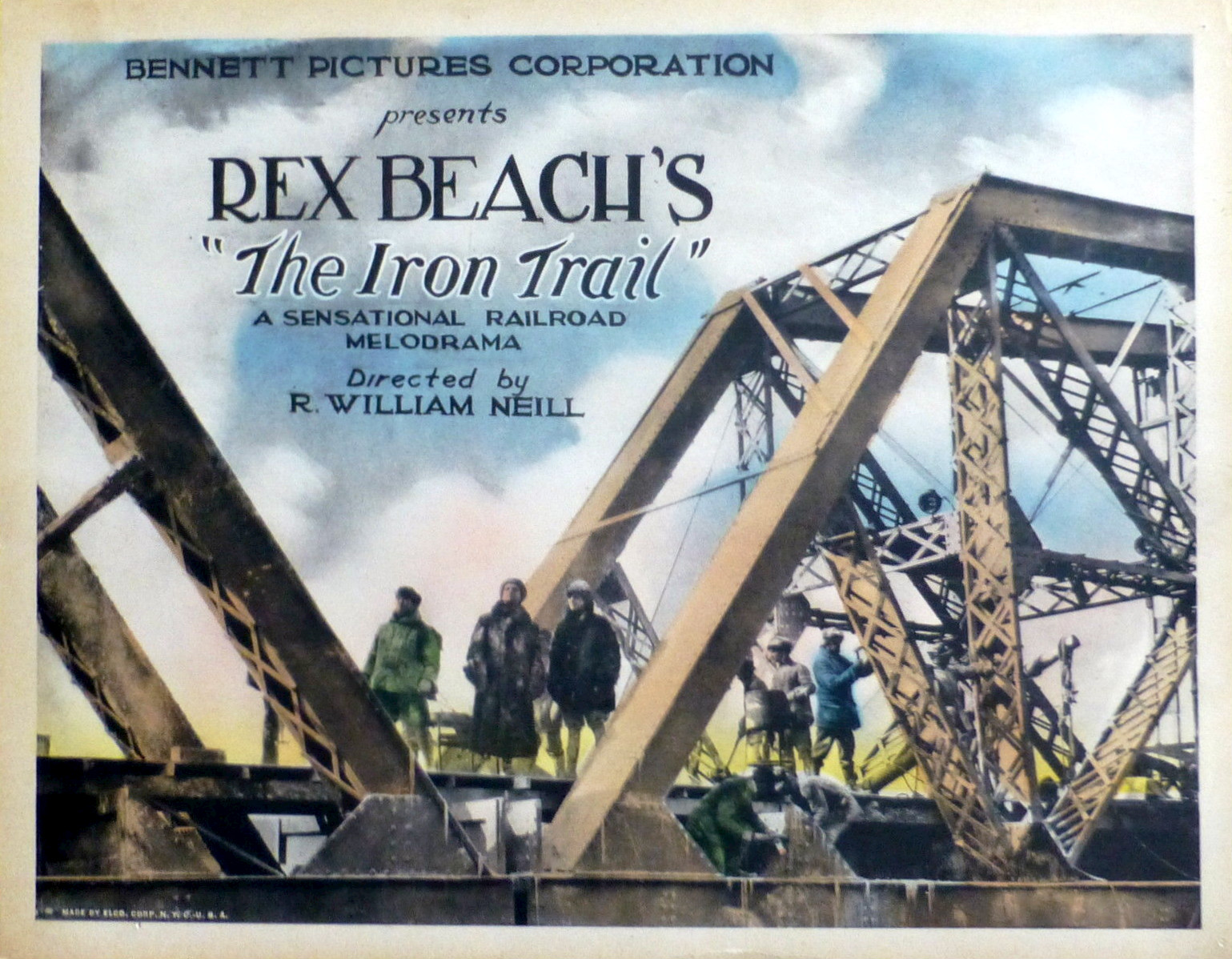
Iron Trail (1921)
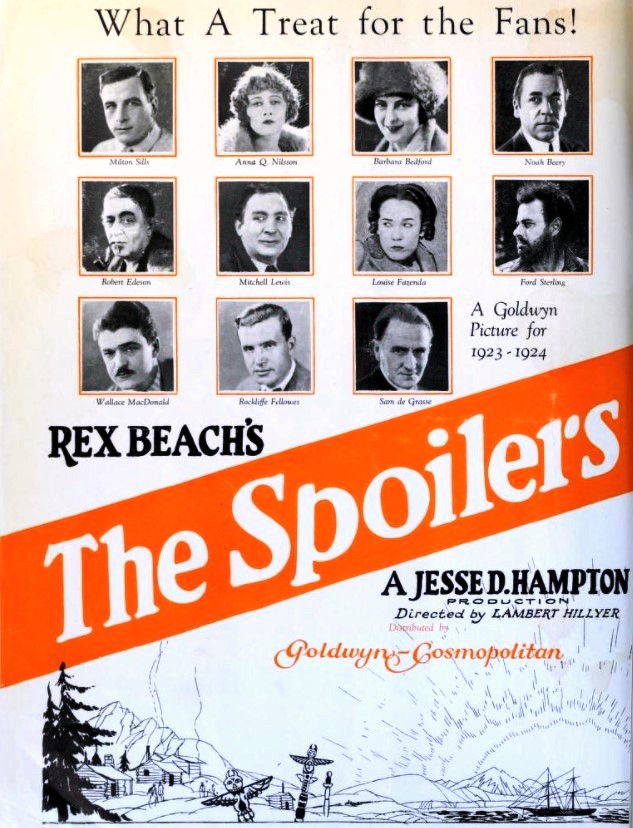
The Spoilers (1923)

## Palmarès
- Argento ai Giochi olimpici di Saint Louis 1904